# 텐서장
텐서장 또는 텐서 필드(tensor field)는 수학과 물리학에서 수학적 공간(일반적으로 유클리드 공간 또는 다양체) 또는 물리적 공간 영역의 각 지점에 텐서를 할당하는 함수이다. 텐서장은 미분 기하학, 대수 기하학, 일반 상대성 이론, 물질 물체의 응력 및 변형 분석, 물리 과학의 수많은 응용 분야에 사용된다. 텐서는 스칼라(속도와 같은 값을 나타내는 순수한 숫자)와 벡터(속도와 같은 크기와 방향)를 일반화한 것이므로 텐서장은 스칼라장과 벡터장을 일반화한 것이다. 공간의 각 점에 각각 스칼라 또는 벡터를 할당한다. 텐서 A가 모듈 M의 벡터장 세트 X(M)에 정의된 경우 A를 M의 텐서장이라고 부른다. "텐서"라고 불리는 많은 수학적 구조도 텐서장이다. 예를 들어, 리만 곡률 텐서는 위상 공간인 리만 다양체의 각 점에 텐서를 연결하므로 텐서장이다.

## 같이 보기
- 리치 미적분학